# Ingolf Krause
Ingolf Krause (* 30. Juli 1961 in Hoyerswerda) ist ein ehemaliger deutscher Fußballtorwart. Er spielte für die BSG Energie Cottbus in der DDR-Oberliga.

## Karriere
Krause spielte in seiner Jugend bei den Jugendabteilungen der BSG Aktivist Schwarze Pumpe und der BSG Energie Cottbus. 1979/80 debütierte er in der zweitklassigen DDR-Liga am 7. Oktober 1979, als er beim 4:2-Sieg gegen die BSG Aktivist Brieske-Senftenberg eingewechselt wurde. Sein erstes und einziges Spiel in der Oberliga absolvierte Krause in der Saison 1981/82 am 3. April 1982, als er am 19. Spieltag bei der 4:0-Niederlage gegen Dynamo Dresden in der Startelf stand. Nach dieser Saison ging Krause für ein Jahr zur BSG Lokomotive Cottbus, bevor er 1983 wieder zu Energie zurückkehrte. 1983/84 kam er auf sechs Ligaspiele, in der Folgesaison 1984/85 sogar auf 20. Anschließend verließ er Cottbus und schloss sich der BSG Lok/Armaturen Prenzlau an. 1986 wechselte er für eine Saison zur BSG Chemie Guben. Danach ging er zu seinem Jugendverein BSG Aktivist Schwarze Pumpe, für die er acht Ligapartien absolvierte, bevor er 1989 noch einmal zu Lokomotive Cottbus wechselte und dort 1990 seine Karriere beendete.